# Okamoto Kansuke

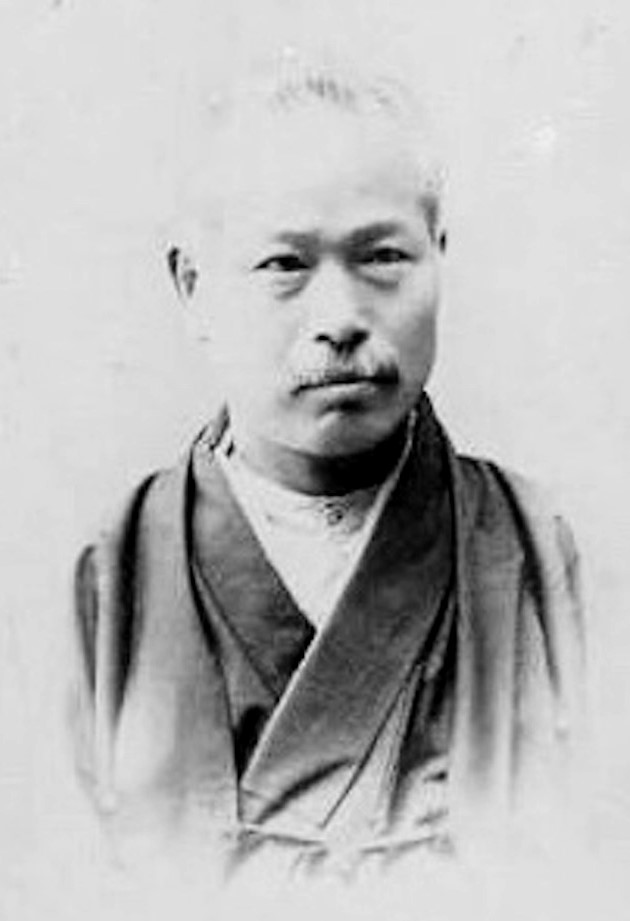
Okamoto Kansuke

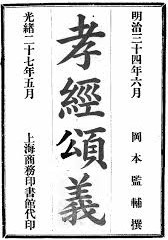
Eine Publikation

Okamoto Kansuke (japanisch 岡本監輔, gewöhnlich Bumpei (文平) genannt, Gō: Ian (韋庵); geboren 22. November 1839 in Anabuki (穴吹町) in der Provinz Awa; gestorben 9. November 1904 in Tokio) war ein Erforscher der Gebiete nördlich von Hokkaidō.  

## Leben und Wirken
Okamoto Kansuke wurde als Sohn eines Kleinbauern in Anabuki (heute Mima) geboren. Es war die Zeit des Umbruchs in Japan, vor und nach der Meiji-Restauration 1868. Okamoto machte sich Sorgen um die nördlichen Bereiche wie Hokkaidō und darüber hinaus, da die Russen Interesse an diesen Gebieten zeigten. Er unternahm zwischen 1863 und 1865 drei Reisen nach Sachalin und kartographierte im Alter um die 30 den Süden der Insel. Er fand, dass Sachalin voller Ressourcen war und drängte wiederholt die japanische Obrigkeit, ganz Sachalin in Besitz zu nehmen, ohne sich von Russland davon abhalten zu lassen.
Seine Ansichten standen im Widerspruch zu denen von Kuroda Kiyotaka, die führende Persönlichkeit in der Entwicklung von Hokkaidō. Aus Protest gab Okamoto 1870 die Leitung des Sachalin-Büros auf.
Während der nächsten 20 Jahre bildete er sich weiter, schrieb Bücher, unterrichtete auf Taiwan in japanischer Sprache und reiste in dieser Zeit dreimal nach China, um die Situation dort zu beobachten. Während der 1880er und 1890er Jahre versuchte Okamoto eine Gruppe zu organisieren, um die nördlichen Kurilen zu kolonialisieren, hatte damit aber keinen Erfolg.
Ab 1894 wurde Okamoto Direktor der ehemaligen Tokushima Junior High School (徳島中学) und beeindruckte die lokale Jugend stark. Mitten im Japanisch-Russischen Krieg erkrankte er und starb 1904 in Tokio. Er wurde auf dem Chōkoku-ji (長谷寺) im Stadtteil Nishiasabu bestattet. Seine Heimatstadt Mima errichtete ein Denkmal für ihn.
Okamoto verfasste 60 Bücher, darunter auch die Autobiografie „Okamoto jiden“ (岡本自伝).